# Sandra Lieners
Sandra Lieners (1990) is een Luxemburgs kunstschilder.

## Leven en werk
Lieners studeerde schilderkunst aan de Accademia di Belle Arti in Florence en studeerde in 2016 af aan de Universität für angewandte Kunst Wien. Ze was artist in residence bij de School of Visual Arts in New York (2017), KulturKontakt in Wenen (2019) en het Bilpin international ground for Creative Initiatives (BigCi) in Bilpin (New South Wales, Australië). Ze woont en werkt in Luxemburg en Frankrijk.
De kunstenares schildert met olieverf doeken op de grens tussen figuratie en abstractie, ze ziet haar werk als tegenhanger van de digitalisering van kunst. Ze haalt haar inspiratie uit de kunst en de sociale werkelijkheid en combineert referenties uit verschillende periodes. Ze is lid van de Cercle Artistique de Luxembourg (CAL), waar ze sinds 2016 deelneemt aan de salons. Op de Salon du CAL 2018 toonde zij het tweeluik Settembre en ontving hiervoor -naast Roland Schauls- de Prix Pierre Werner toegekend. In 2021 was ze zelf jurylid bij de toekenning van de Prix Grand-Duc Adolphe.
Lieners droeg met meer dan 100 andere creatieve geesten bij aan de Subjective Atlas of Luxembourg (2019). In 2023 verscheen haar retrospectieve monografie The Book.
Naast haar werk als kunstenaar is Sandra Lieners triatleet, ook haar vader René en broer Yannick zijn actief in deze tak van sport. Ze was lid van het nationale triatlonteam en meerdere keren nationaal kampioen crosscountry en crossduathlon.

## Onderscheidingen
- 2023 Kultur LX
- 2023 stART-up, beurs van het Œuvre Nationale de Secours Grande-Duchesse Charlotte
- 2018 Prix Pierre Werner

## Publicatie
- Sandra Lieners (2023) The Book. ISBN 978-99959-0-839-3